# Pseudo-Scimno
Pseudo-Scimno è il nome dato da Augustus Meineke all'autore ignoto dell'opera geografica scritta in greco antico, Periodos a Nicomedes. Si tratta di una descrizione del mondo in trimetri giambici comici, dedicata a re Nicomede di Bitinia. Potrebbe trattarsi di Nicomede II che regnò dal 149 a.C. per un numero imprecisato di anni, o di suo figlio,  Nicomede III.  L'autore prende esplicitamente a suo modello Apollodoro di Atene, la cui cronografia in trimetri è stata dedicata al re Attalo II Filadelfo di Pergamo.

## Attribuzione
Il Periodos a Nicomedes venne pubblicato per la prima volta ad Augusta nel 1600. Poiché è stato trovato insieme con gli epitomi di Marciano di Eraclea è stato pubblicato prima sotto il suo nome. Dato che questo era chiaramente un errore, Luca Olstenio e Isaac Vossius furono i primi ad attribuire a Scimno di Chio, uno scrittore citato più di una volta dai grammatici come l'autore di una periegesi. Continuò ad essere attribuito a Scimno fino al 1846, quando Augustus Meineke, nel ripubblicare i frammenti esistenti, dimostrò chiaramente che non vi erano motivi per poterlo attribuire a quello scrittore. Il vero lavoro di Scimno di Chio sembra essere stato in prosa e le poche dichiarazioni citate non sono conformi con quelle dello Pseudo-Scimno.
Nel 1955 Aubrey Diller determinò che lo Pseudo-Scimno era molto probabilmente Pausania di Damasco. Se questo fosse vero sarebbe vissuto in Bitinia intorno al 100 a.C. Nel 2004 Konstantin Boshnakov propose Semo di Delo, e conseguentemente una data più tarda rispetto a quella considerata fino ad allora.

## Contenuto
Il testo, con una traduzione in francese, è pubblicato in Didier Marcotte, Pseudo-Scymnos, Circuit de la terre (Parigi, Les Belles Lettres, 2000). L'opera contiene materiale sulle coste di Spagna, Liguria, Eusino (Mar Nero) e dati su diverse  colonie  greche, nonché informazioni sugli antichi Umbri, Celti, Liburni e altri popoli.